# جمعية كشافة السلفادور
جمعية كشافة السلفادور هي المنظمة الكشفية الوطنية في السلفادور. الكشفية في السلفادور تأسست في عام 1938 وأصبحت عضوا في المنظمة العالمية للحركة الكشفية في عام 1940. الجمعية لديها 2820 عضو اعتبارا من عام 2011.
تركز برنامج الجمعية على القيم الأخلاقية، والحفاظ على الأرض والبيئة وخدمة المجتمع. يتم تغيير البرنامج باستمرار للتكيف مع احتياجات الشباب في البلاد. لقد كانت الجمعية مختلطة منذ عام 1981.
الكشافة تعمل على تعزيز السلام والمشاركة مع اليونيسيف في مشاريع اللاجئين. عملت الجمعية مع الصليب الأحمر خلال العديد من الكوارث، مثل الزلازل والأعاصير.

## روابط خارجية
- الموقع الرسمي
- كشافة السلفادور